# De ronde van Gallia
Asterix en de ronde van Gallië (Frans: Le Tour de Gaule d'Astérix) is een stripverhaal uit de reeks van Asterix. Het is geschreven door René Goscinny en Albert Uderzo. Het verhaal kwam als album in Frankrijk uit in 1965. Tot 2005 luidde de Nederlandse titel van dit verhaal Asterix en de ronde van Gallia.

## Verhaal
Caesar stuurt de inspecteur-generaal Lucius Otobus naar Armorica, om zo snel mogelijk het probleem van het onoverwinnelijke dorp op te lossen. Wanneer Asterix en zijn dorpsgenoten echter voor de zoveelste keer de Romeinen in de pan hakken, bouwt Otobus een omheining rond het dorp met het plan de Galliërs zo te isoleren van de buitenwereld, zodat na verloop van tijd iedereen hen zal zijn vergeten. Asterix gaat een weddenschap aan met de Romeinen, teneinde te laten zien dat hij in Gallië kan gaan en staan waar hij wil: hij zal uit het dorp breken en een rondreis door Gallië maken. Als bewijs zal hij uit elke plaats waar hij komt iets lekkers meenemen en aan het eind de Romeinen uitnodigen voor een diner. Als de stunt lukt, zal Otobus de blokkade afbreken, terug naar Rome gaan, en Caesar vertellen dat hij verslagen is.
Door een list weten Asterix en Obelix te ontsnappen en maken inderdaad een ronde door Gallië. Otobus stuurt meteen koeriers naar alle steden op de route om de Romeinse bestuurders te waarschuwen en te verzoeken de twee tegen te houden. Van het dorp trekken ze eerst naar Rotomagus. De Romeinen blijken daar al gewaarschuwd, maar Asterix en Obelix ontkomen, mede doordat de langdradige antwoorden van de plaatselijke bewoners de Romeinen ophouden.
Vanuit Rotomagus klimmen Asterix en Obelix aan boord van een boot, waarmee ze naar Lutetia varen (waarbij Obelix als buitenboordmotor dient). In de verkeersdrukte van Lutetia kopen ze ham, waarna ze bij een louche handelaar een goedkope wagen kopen om mee naar Camaracum te gaan. De wagen blijkt echter in slechte staat en ze krijgen panne. Het duo kaapt een Romeinse pannewagen, waarna ze in Camaracum kletskoek gaan kopen. Een groep Romeinen wordt met behulp van de winkelier uitgeschakeld: het nieuws van de weddenschap heeft zich namelijk verspreid door het hele land.
De reis voert nu naar Durucortorum. Door zich voor te doen als mannen van de wegenwacht en een Romeinse soldaat te helpen, kunnen Asterix en Obelix door een Romeinse blokkade komen, waarna ze de legionair dumpen. In Durucortorum kopen Asterix en Obelix enkele amforen van de plaatselijke witte wijn. Als de legionair hen terugvindt en hen tracht te arresteren, schakelt Asterix de Romein uit door een van de amforen zo te ontkurken dat de kurk in het gezicht van de soldaat vliegt.
Asterix en Obelix gaan te voet verder door een bos, waar ze op een eenzaam huis stuiten. De Gallische bewoner biedt hun onderdak aan, met het plan om ze aan de Romeinen te verraden. De Romeinen arresteren Asterix en nemen hem mee naar Divodurum. Obelix was echter in het bos gaan jagen en kan Asterix zodoende uit de gevangenis redden, waarna ze meteen doorreizen naar Lugdunum.
De prefect van Lugdunum heeft alle ingangen van de stad laten blokkeren. Een ondergrondse verzetsbeweging brengt Asterix en Obelix echter in veiligheid en laat het garnizoen verdwalen in de binnenstad. Asterix en Obelix krijgen van de verzetsleider Unrix een lading pittige worst mee en een gestolen wagen van de Romeinen, waarmee Asterix en Obelix doorrijden naar Nicae. Onderweg stuiten ze echter op een file van Lutetiërs die voor vakantie naar Nicae gaan.
In Nicae zelf kopen Asterix en Obelix een plaatselijke salade, waarna ze via het strand de zee in vluchten en de roeiboot van een toerist kapen. Met de roeiboot varen ze naar Massilia. Aldaar worden ze hartelijk ontvangen in een kroeg, waar ze een pot bouillabaisse krijgen. De kroegbaas en zijn vrienden houden de Romeinen op door de straat te blokkeren met jeu de boules.
Asterix en Obelix lopen tot diep in de nacht, waarna ze in slaap vallen. Bij het ochtendgloren blijkt dat ze midden in een Romeins kamp geslapen hebben. Omdat de centurio hen wil uitleveren aan de prefect van Tolosa, laten ze zich arresteren. De centurio rijdt vooruit om de prefect te halen, maar bij terugkomst blijken Asterix en Obelix ontsnapt om in Tolosa worstjes te gaan kopen. Vervolgens kapen ze bij een herberg een wagen van een Romeinse soldaat.
In Aginum worden Asterix en Obelix onthaald door de herbergier Tisnix, die hun everzwijn met slaapmiddel voert om hen uit te leveren aan de Romeinen. Asterix voorziet het valse plan echter en laat Tisnix zelf van het everzwijn eten. Obelix eet echter alsnog een van de everzwijnen op, maar het middel heeft op hem geen ander effect dan dat het everzwijn een bijzonder smaakje had. Met de gedroogde pruimen die Tisnix hun gegeven had trekken ze verder naar Burdigala.
's Nachts, als het duo slaapt, stelen twee Romeinse bandieten, Plexus en Radius, de zak met etenswaren. Hierdoor worden de twee rovers gearresteerd, omdat zij voldoen aan de omschrijving van een kleine en een grote dikke met een zak. Ze worden op het plein van Burdigala in het schandblok gezet, waarbij een grote menigte teleurgestelde Galliërs komt kijken. Asterix en Obelix verschijnen echter ten tonele om de zak terug te halen, waarop er een rel uitbreekt en de menigte Galliërs de Romeinen begint te bevechten. Tevens kopen ze er snel nog wat oesters en wijn.
In de haven ontmoeten Asterix en Obelix een kapitein die menhirs uit Armorica komt afleveren. Obelix helpt spontaan met het uitladen, waarna de kapitein hen naar Gesocribate vervoert (waarbij het duo hem ook nog van een piratenschip redt). In Gesocribate worden Asterix en Obelix betrapt, maar door een spraakverwarring ontstaat er alleen maar chaos onder de Romeinen.
Uiteindelijk bereiken Asterix en Obelix weer hun eigen dorp, waarbij ze door de omheining breken. 's Avonds wordt Otobus in het dorp uitgenodigd bij het banket, zodat Asterix kan laten zien dat ze de weddenschap gewonnen hebben. Tot slot geeft Asterix Otobus de specialiteit van het dorp: een muilpeer, oftewel een oplawaai.
Terwijl het traditionele feestmaal aan de gang is, probeert de centurio de weer neergekomen prefect bij te brengen.

## Personages
- Lucius Otobus: inspecteur-generaal, en de afgevaardigde van Caesar met de rang van prefect. Een druk persoon die het Gallische dorp plat wil krijgen en tot isolement met een omheining overgaat. Zijn naam is een woordspeling op 'autobus'. Zelf is hij een karikatuur van Louis de Funès, inclusief zijn gemompel wanneer hij onder druk staat.
- Centurio Gracchus Grutjus: dezelfde commandant als in het vorige album die al weet welk onheil Otobus hun zal bezorgen. Zijn naam betekent 'grutjes', wat zowel kan staan voor grutten als voor een verbaasde uitroep.
- Mesenvorcus (oorspronkelijke vertaling Quintilius): patrouilleleider in Camaracum die Asterix en Obelix bij het kopen van kletskoek probeert te arresteren en een deegrol toe op de kop ervoor krijgt. Zijn naam is een woordspeling op 'mes en vork'.
- Unrix: verzetsleider in Lugdunum die de Romeinen in de binnenstad doet verdwalen. Zijn naam betekent 'een riks' (rijksdaalder) - vergelijk met de visboer in Asterix' dorp Kostunrix.
- Prefect Judascus: de eerzuchtige stadhouder van Lugdunum. Probeert met steentjes zijn weg te markeren à la Klein Duimpje. Zijn naam verwijst naar de Judaskus. In de oorspronkelijke vertaling werd zijn naam weggelaten.
- Tisnix: herbergier in Aginum die probeert Asterix en Obelix met een slaapmiddel te verschalken maar gedwongen wordt zijn eigen 'medicijn' te verorberen. Zijn naam betekent 'het is niets'.
- Plexus en Radius: twee Romeinse dieven die ongelukkigerwijs voor Asterix en Obelix worden gezien. Hun namen zijn anatomische begrippen (zenuwknoop en spaakbeen).
- Erix: de witharige zoon van piratenkapitein Roodbaard. Hij zegt niets maar deelt in de klappen als ze de Galliërs tegenkomen op weg naar Gesocribate. Naam ontleend aan de stripreeks Eric de Noorman.
- Triplix: de piraat met een houten been die meestal wijze raad in de vorm van Latijnse spreuken spreekt. Later wordt hij Driepoot genoemd en spreekt hij gewone taal naast Latijn.
- Tikedbus: de Romein die met een takelwagen net voorbij komt als Asterix en Obelix panne hebben. Hij wordt met een dreun uitgeschakeld en de gebroken wagen van de helden wordt achtergelaten. Naam afgeleid van 'buskaartje'.
- Caesar Alcolix: de uitbater van een bar aan de haven van Massilia. Hij is gebaseerd op de rol van kroegbaas César in de trilogie Marius - César - Fanny van Marcel Pagnol, gespeeld door de acteur Raimu. Zijn naam is een zinspeling op 'Alkoliek' of 'alcoholisch'.
- Idéfix: het hondje dat vanaf Lutetia achter Asterix en Obelix aanholt en hen steevast vervoegt in hun avonturen. Pas op het einde van het verhaal merkt Obelix hem op. Zijn naam is een woordspeling op het Franse woord idée fixe, een dwanggedachte.
- Parvenus en Flavia: het koppel dat met de boot naar Lutetia vaart tot Asterix en Obelix het schip op eigen kracht naar Lutetia varen, tot ergernis van Parvenus die zijn romantische vaart in het water ziet vallen.
- Vandalus: patrouilleleider die de ongelukkige Radius en Plexus voor de Galliërs aanziet en hen arresteert. Naam afgeleid van de Germaanse stam der Vandalen.[bron?]

## Introductie van Idéfix
In dit verhaal komt voor het eerst Idéfix voor, hier nog naamloos. Het hondje zit voor een slagerij in Lutetia, waar Asterix en Obelix een ham meenemen. Het hondje draaft vervolgens het gehele avontuur achter hen aan en pas als Asterix en Obelix terug zijn in hun eigen dorp wordt hij opgemerkt.
Het idee om Idéfix toe te voegen ontstond pas toen het album al voor een groot deel was getekend. Een nieuw personage toevoegen zou betekenen dat al deze pagina's opnieuw zouden moeten worden getekend zodat Asterix en Obelix op Idéfix' aanwezigheid konden reageren. Ook zou het verhaal deels herschreven moeten worden. Omdat René Goscinny en Albert Uderzo hier geen zin in hadden, werd Idéfix gewoon op de reeds bestaande pagina's erbij getekend en werd de grap dat Asterix en Obelix hem nooit opmerken geïntroduceerd.

## Trivia
- Het verhaal is een parodie op de Tour de France. De gele zak waarin de goederen meegenomen worden heeft een witte oplapping, die als (blanco) rugnummer te zien is.
- In het Nederlands verscheen dit verhaal eerder dan Asterix als gladiator. Dit resulteert in een anomalie: aan het begin van De ronde van Gallië stuurt Obelix de groeten aan Caius Paffus (oorspronkelijk Caius Obtus), die een hoofdrol speelt in Asterix als gladiator. Later werd de herdruk aangepast en de volgorde omgedraaid, zodat de chronologie weer correct verlopen kon.
- De Romeinse centurio in Grootmoccum is dezelfde als in het vorige album Asterix als gladiator. Toch kreeg hij oorspronkelijk niet dezelfde naam in de vertaling.
- Dit album bevat veel regionale Franse stereotypen:
  - Normandiërs geven opvallend langdradige doch weinig relevante antwoorden ("Misschien wel, misschien ook niet, ik zou het niet weten, ik zeg geen ja,...")
  - Het verkeer in Lutetia (Parijs) is een en al file. Ook gaan er opvallend veel Lutetiërs op vakantie naar Nicae (Nice), dat hier al wordt voorgesteld als een badplaats met boulevard. Ze nemen hiervoor Romeinse weg nr. VII (A7 (Frankrijk)), en alle eethuizen zijn vol, de service slecht, de porties klein en de prijzen ieder jaar hoger.
  - De wijn in Durucotorum (Reims) is wit en schuimend, net als champagne. De amforen lijken ook veel op champagneflessen, met papier over de kurk en een etiket met een rode streep. De wijntypes (zoals koppig, droog of zwaar) zijn ook champagnetypes en de flessen ontkurken met dezelfde kracht. De verkoper geeft zelfs een traditioneel gebruik mee, namelijk het gebruik een nieuw schip (hier een galei) te dopen.
  - De bewoners van Massilia (Marseille) spreken in de Franse versie met een Marseillaans accent en worden neergezet als mensen die hun jeu-de-boules-activiteiten zo serieus nemen dat ze agressief worden wanneer iemand hen probeert te onderbreken, en er hun tijd voor nemen om het te spelen (inclusief de lange discussies eromheen).
- Kroegbaas Caesar Alkolix is een karikatuur van de Franse acteur Raimu. De scènes in de Massiliaanse kroeg en met het jeu de boules zijn verwijzingen naar de films Marius, Fanny en César, waarin de acteur meespeelde. Ook de andere stamgasten zijn acteurs uit deze film.
- Dit is het tweede album waarin Asterix en Obelix de piraten tegen het lijf lopen, maar de eerste en enige keer dat Roodbaards zoon Erix in beeld verschijnt. In de volgende strip wordt Erix als 'onderpand' gegeven om hun nieuwste piratenschip te kunnen kopen.
- Voor de eerste keer wordt weergegeven hoe Obelix en Asterix heftige woordenwisselingen hebben over trivialiteiten die even snel weer vergeten worden (in dit geval over de zorg die Asterix uitspreekt over het gewicht van Obelix met de volle zak, op zijn paard).
- In het begin van het album maakt Obelix met een dorpsgenoot ruzie om een Romein. In de oorspronkelijke Franse versie en de nieuwe Nederlandse vertaling spreekt Obelix de dorpsgenoot aan met Hoefnix (Frans: Cétautomatix), die hier blijkbaar zijn tweede optreden sinds het album Asterix de Galliër heeft. Hoefnix ziet er hier totaal anders uit dan in latere albums, met een dikke buik en een ronde neus. Ook draagt hij helemaal geen kleding die bij zijn beroep als smid past.
- De originele covertekening van het verhaal bracht in 2017 op een veiling 1,4 miljoen euro op.[2]
- De plaatsnaam Divodorum wordt door Obelix verstaan als "Tu veux du rhum?"
- Het album is het eerste album waarin een rondreis wordt gemaakt binnen eenzelfde land. Het zal nog duren tot de komst van Asterix en de race door de Laars voor dit nogmaals gebeurt, en men het Italiaanse schiereiland (dat men ook wel 'de Laars' noemt) rondtrekt. In dit album doet men plaatsen aan als (en neemt men een lokale specialiteit mee):
  - Rotomagus (Rouen) voor pittige Normandische worst
  - Lutetia (Parijs) voor Parijse ham
  - Camaracum (Cambrai) voor bêtises de Cambrai (vertaald als kletskoek), een lokale lekkernij
  - Durocortorum (Reims) voor champagne
  - Lugdunum (Lyon) voor kalfsblanket en Quenelle
  - Nicae (Nice) voor salade niçoise
  - Massilia (Marseille) voor bouillabaisse
  - Tolossa (Toulouse) voor saucissons de Toulouse
  - Aginum (Agen) voor gedroogde pruimen
  - Burdigala (Bordeaux) voor oesters en wijn
  - Het dorp van Asterix heeft ook een specialiteit: een muilpeer